# 臺灣總督府中央研究所
臺灣總督府中央研究所，簡稱中央研究所，隸屬於台灣總督府，為台灣日治時期對各項產業及衛生進行研究、調查和試驗的機關，本部地址為台北市幸町1番地。
中央研究所廳舍建築建於1907年至1909年，由台灣總督府營繕課的小野木孝治設計，屬於法國文藝復興風格，現已不存。建築在戰時受損，1971年，拆除前半部興建王大閎所設計的教育部大樓，1996年，拆除後半部，興建陳其寬設計的中央聯合辦公大樓。

## 沿革
- 1909年（明治42年）
  - 3月發布「台灣總督府研究所官制」。

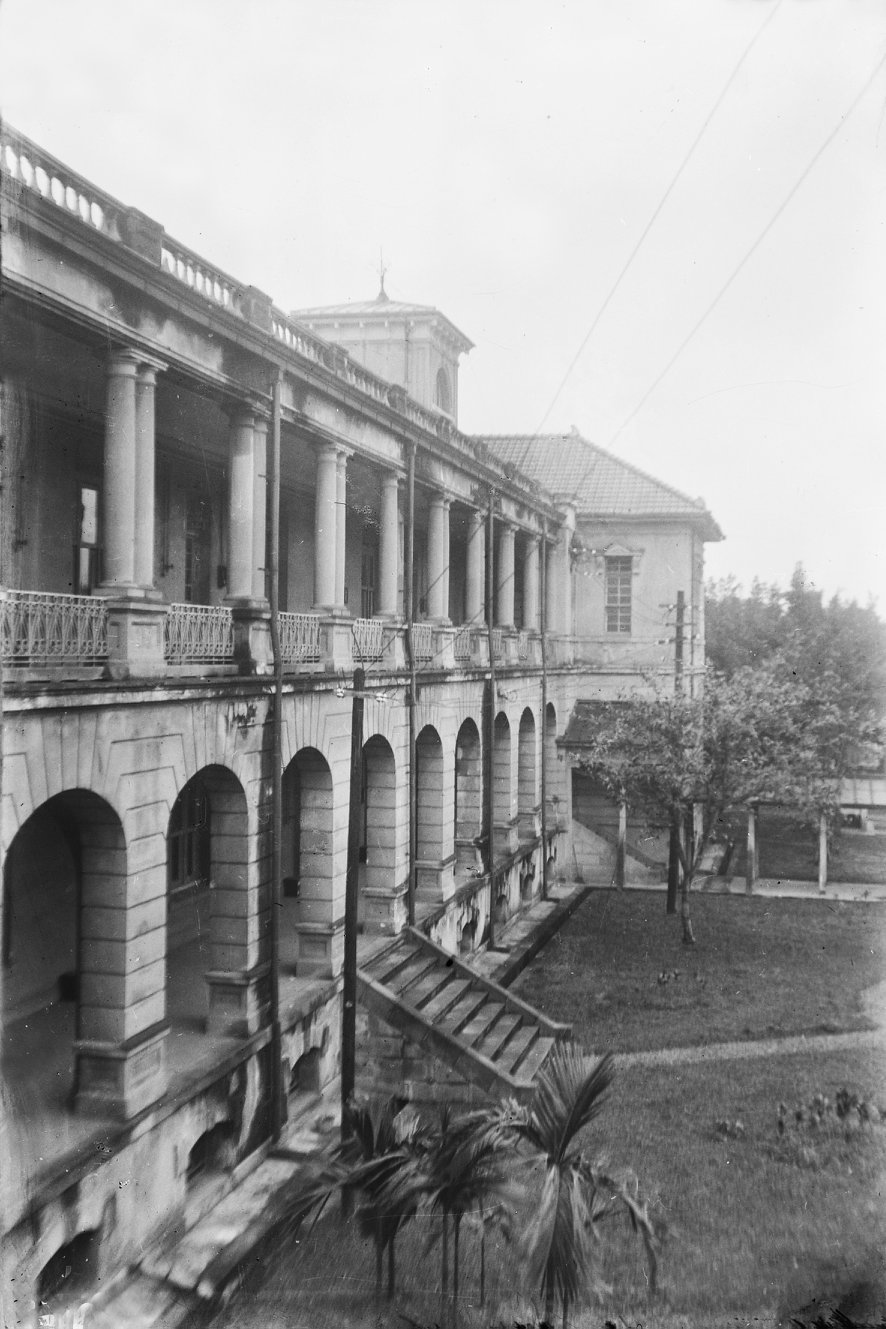
臺灣總督府中央研究所南側

  - 4月成立台灣總督府研究所，分化學部、衛生學部兩部，為中央研究所前身。
- 1916年（大正5年），新設庶務部、動物學部、釀造學部。
- 1918年（大正7年），合併殖產局附屬檢糖所。
- 1921年（大正10年）8月2日以敕令第362號公布「台灣總督府中央研究所官制」，改制為台灣總督府中央研究所，將已設立的諸多研究所、試驗場統合改隸於中央研究所，分為農業、林業、工業、衛生部及庶務課。中央研究所所長由台灣總督府總務長官擔任。
- 1929年（昭和4年），水產試驗場自中央研究所獨立[2]。
- 1932年（昭和7年），東部農產試驗場（戰後與臺東其他農事場所合併為農委會臺東區農改場）、糖業試驗所（今 台糖研究所）自中央研究所獨立[2]。
- 1936年（昭和11年），天然瓦斯研究所（工研院前身）自中央研究所獨立[2]。
- 1939年（昭和14年）4月28日中央研究所撤廢，另成立農業試驗所、林業試驗所、工業研究所及熱帶醫學研究所。撤廢後，原廳舍由工業研究所及熱帶醫學研究所繼續使用。

## 歷任首長

### 研究所
| 任次 | 肖像 | 姓名 (生–卒)         | 在任時間      | 在任時間      | 備註 |
| ---- | ---- | -------------------- | ------------- | ------------- | ---- |
| 1    |      | 高木友枝 (1858–1943) | 1909年4月1日  | 1919年6月28日 |      |
| 2    |      | 堀內次雄 (1873–1955) | 1919年6月28日 | 1921年8月6日  |      |

### 中央研究所
| 任次 | 肖像 | 姓名 (生–卒)             | 在任時間      | 在任時間      | 備註 |
| ---- | ---- | ------------------------ | ------------- | ------------- | ---- |
| 1    |      | 賀來佐賀太郎 (1874–1949) | 1921年8月6日  | 1924年9月22日 |      |
| 2    |      | 後藤文夫 (1884–1980)     | 1924年9月22日 | 1928年6月15日 |      |
| 3    |      | 河原田稼吉 (1886–1955)   | 1928年6月15日 | 1929年8月3日  |      |
| 4    |      | 人見次郎 (1879–1959)     | 1929年8月3日  | 1931年1月17日 |      |
| 5    |      | 高橋守雄 (1883–1957)     | 1931年1月17日 | 1931年4月14日 |      |
| 6    |      | 木下信 (1884–1959)       | 1931年4月14日 | 1932年1月12日 |      |
| 7    |      | 平塚廣義 (1875–1948)     | 1932年1月12日 | 1936年9月2日  |      |
| 8    |      | 森岡二朗 (1886–1950)     | 1936年9月2日  | 1939年4月28日 |      |

## 組織

### 農業部
位於台北市富田町，所轄事業最為龐大。前身為1903年（明治36年）11月合併台北、台中、台南農事試驗場成立的總督府農事試驗場。農業部下分為種藝科、農藝化學科、植物病理科、應用動物科、畜產科，並轄有下列分所：
- 士林園藝試驗支所：原為殖產局附屬園藝試驗場，負責種苗改良、育成和分配。位於今北市府公園處園藝管理所。
- 平鎮茶葉試驗支所：原為1919年設立的殖產局附屬茶樹栽培試驗場，戰後作為臺灣省茶葉改良場。
- 魚池紅茶試驗支所：1936年設立，為現行政院農業委員會茶業改良場魚池分場，2011年登錄為南投縣歷史建築。
- 嘉義農事試驗支所：研究熱帶農作物和熱帶果樹，2002年登錄為嘉義市歷史建築。
- 高雄檢糖支所：1932年裁併為臺灣糖業試驗所。
- 恆春種畜支所：主要從事牛隻和馬匹的研究與調查，位於今農委會畜產試驗所恆春分所墾丁牧場。
- 嘉義種畜支所：主要從事綿羊、山羊的試驗研究。
- 大埔種畜支所：主要從事水牛的改良與育成。

中央研究所撤廢後，成立農業試驗所，並新設鳳山熱帶園藝試驗支所。即今行政院農業委員會農業試驗所，後遷至臺中縣霧峰鄉，原址現為台科大。士林園藝試驗支所在戰後成為士林官邸。

#### 歷任首長
| 任次 | 肖像 | 姓名 (生–卒)           | 在任時間      | 在任時間      | 備註 |
| ---- | ---- | ---------------------- | ------------- | ------------- | ---- |
| 1    |      | 大島金太郎 (1871–1934) | 1921年8月6日  | 1934年1月27日 |      |
| 代理 |      | 三宅勉 (1880–1972)     | 1934年1月27日 | 1934年6月2日  |      |
| 2    |      | 澁谷紀三郎 (1883–)     | 1934年6月2日  | 1939年4月28日 |      |

### 林業部
位於南門町台北植物園內，前身為1911年（明治44年）合併台北苗圃、恆春熱帶植物殖育場、嘉義護膜苗圃成立的林業試驗場。在南投魚池設有蓮華池試驗地（今農委會林業試驗所蓮華池研究中心），從事香料、藥用植物及造林試驗。轄有以下支所：
- 中埔林業試驗支所：之所的位於澐水溪試驗地，今農委會林業試驗所中埔研究中心，並另有嘉義試驗地，今農委會嘉義農業試驗分所。
- 恆春林業試驗支所：從事熱帶植物研究，今農委會林業試驗所恆春研究中心。

中央研究所撤廢後，成立林業試驗所，即今行政院農業委員會林業試驗所。

#### 歷任首長
| 任次 | 肖像 | 姓名 (生–卒)         | 在任時間     | 在任時間      | 備註 |
| ---- | ---- | -------------------- | ------------ | ------------- | ---- |
| 1    |      | 金平亮三 (1882–1948) | 1921年8月6日 | 1928年4月9日  |      |
| 代理 |      | 松浦作治郎 (1897–)   | 1928年4月9日 | 1928年5月3日  |      |
| 2    |      | 關文彥 (1885–)       | 1928年5月3日 | 1939年4月28日 |      |

### 工業部
位於幸町本部，1909年，總督府研究所成立後，承接化學部和衛生學部的檢定課，並開始在財務局進行釀造試驗，在土木局進行白蟻調查研究。1921年，中央研究所成立，合併化學部、釀造學部、動物學部中的化學相關部門，設立工業部化學工業科、電氣化學科和釀造科。1927年改制為四科，分別為有機工業化學科、無機工業化學科、發酵工業科、電氣化學科。
中央研究所撤廢後成立工業研究所，最初仍在中央研究所原址，後來搬到大安十二甲的空軍總司令部舊址。戰後，總督府工業研究所成為臺灣省工業研究所，1949年成為中華民國空軍總司令部（仁愛營區）所在地，現為「空總台灣當代文化實驗場」。

#### 歷任首長
| 1                                    |  | 堀內次雄 (1873–1955) | 1921年8月6日  | 1921年9月10日 |  |
| 2                                    |  | 大山爾也 (–)         | 1921年9月10日 | 1922年1月28日 |  |
| 空缺（1922年1月28日－1925年1月14日） |  |                      |               |               |  |
| 3                                    |  | 加福均三 (1885–1948) | 1925年1月14日 | 1939年4月28日 |  |

### 衛生部
位於幸町本部，前身為1896年成立的總督府製藥所之檢查課，1901年，專賣局成立後廢止製藥所，原檢查課繼承專賣局檢定課。1909年，為研究所的衛生學部，從事微生物、動植物病理、血清、疫苗及藥品的研究，轄有以下支所：
- 台中藥品試驗支所：1932年設立，從事台灣中部的醫療藥品試驗。
- 台南藥品試驗支所：1909年設立，從事台灣南部的醫療藥品試驗。
- 台東藥用植物試驗地：1934年設立，從事金雞納樹的栽培試驗，以提取奎寧和奎尼丁。

中央研究所撤廢後，成立熱帶醫學研究所，獨自改隸於台北帝國大學，並增設「熱帶醫學研究所士林支所」（戰後為蔣介石住所之一、中華民國憲兵梅莊營區），從事人體血清研究。熱帶醫學研究所為今台大職業醫學與工業衛生研究所及公共衛生學院。

#### 歷任首長
| 任次 | 肖像 | 姓名 (生–卒)         | 在任時間      | 在任時間      | 備註 |
| ---- | ---- | -------------------- | ------------- | ------------- | ---- |
| 1    |      | 堀內次雄 (1873–1955) | 1921年8月6日  | 1936年5月30日 |      |
| 2    |      | 三田定則 (1876–1950) | 1936年5月30日 | 1937年10月9日 |      |
| 3    |      | 永井潜 (1876–1957)   | 1937年10月9日 | 1939年4月28日 |      |

### 庶務課
位於本部。